# Vild
Vild ist ein Weiler der Gemeinde Sargans im Kanton St. Gallen in der Schweiz.
Er liegt nördlich des Ortes Sargans an der ehemaligen Grenze der Landvogtei Sargans. In Vild beginnt der Anstieg des Saumweges über Matug ins St. Galler Rheintal sowie die alte Schollbergstrasse von 1492, darum steht dort eine Sust. Bereits ab dem Mittelalter und bis 1848 stand hier eine Zollstation. Drei Generationen Zollhäuser sind noch erhalten. Im 19. Jahrhundert wurde in Vild eine Salzfaktorei betrieben, als Lager und Umschlagsort für das Salz aus dem Tirol. Der Kern des Weilers brannte bei einem Grossbrand im Jahr 1892 fast vollständig nieder.

## Sehenswürdigkeiten
Am Beginn des Saumweges oberhalb von Matug steht die Marienkapelle Vild. In Vild liegt der Eingang zum Eisenbergwerk Gonzen.